# Elisângela Oliveira
Elisângela Almeida de Oliveira est une ancienne joueuse brésilienne de volley-ball née le 30 octobre 1978 à Londrina. Elle mesure 1,84 m et jouait au poste d'attaquante. 

## Biographie
Avec l'équipe du Brésil de volley-ball féminin, Elisângela Oliveira est médaillée de bronze aux Jeux olympiques d'été de 2000 à Sydney.

## Clubs
| Club                       | De        | À         |
| -------------------------- | --------- | --------- |
| Marco XX/Estrela           | 1997-1998 | 1997-1998 |
| Paraná Vôlei Clube         | 1998-1999 | 2000-2001 |
| Minas Tênis Clube          | 2001-2002 | 2001-2002 |
| Rio de Janeiro Volêi Clube | 2002-2003 | 2003-2004 |
| Santeramo Sport            | 2004-2005 | 2004-2005 |
| Macaé Sports               | 2005-2006 | 2005-2006 |
| Osasco Voleibol Clube      | 2006-2007 | 2007-2008 |
| A.D. Brusque               | 2008-2009 | 2008-2009 |
| Hisamitsu Springs          | 2009-2010 | 2010-2011 |
| Sesi-SP                    | 2011-2012 | 2012-2013 |
| Brasília Vôlei             | 2013-2014 | 2014-2015 |
| São Bernardo               | 2015-2016 | 2015-2016 |

## Palmarès

### Équipe nationale
- Jeux olympiques
  -  2000 à Sydney.
- Grand Prix Mondial
  - Vainqueur : 2004.
  - Finaliste :1999.
- Championnat d'Amérique du Sud
  - Vainqueur: 1999,  2001.
- Jeux panaméricains
  - Vainqueur: 1999.
- Championnat d'Amérique du Sud  des moins de 20 ans
  - Vainqueur : 1996.

### Club
- Championnat du Brésil
  - Vainqueur : 2000, 2002.
- Coupe du Brésil
  - Finaliste : 2007.